# Урок каллиграфии
«Урок каллиграфии» — первый напечатанный рассказ Михаила Павловича Шишкина, с которого писатель отсчитывает начало своего творчества.

## Сюжет
Рассказ построен как серия диалогов учителя каллиграфии и писаря в суде, названного только по имени отчеству: Евгений Александрович с жительницами города, каждая из которых названа по имени и отчеству, совпадающими с известными женскими именами из литературы 19-го века: Татьяна Дмитриевна (Ларина), Анна Аркадьевна (Каренина) и т.п. В диалогах раскрывается любовь к буквам и писанию героя, а также ежедневная череда дел в суде, где работники привычно разбирают самые ужасные происшествия.

## Отзывы
Рассказ сразу привлек внимание критиков, давших ему высокие оценки. По характеристике Андрея Немзера, рассказ строится «на то ли многосмысленной, то ли вовсе бессмысленной, но уж точно приятной, мягкой, нераздражающей стилизаторской игре с русской классикой (в русскую классику)». 